# Laurien van der Graaff

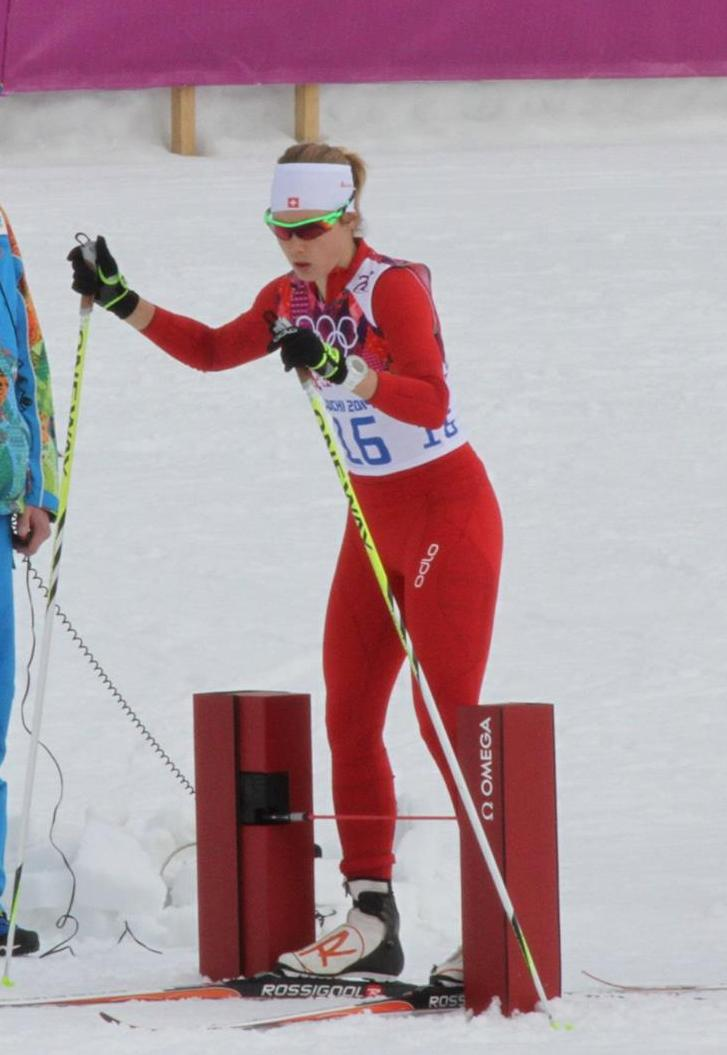
Van der Graaff op de Olympische Winterspelen 2014 in Sotsji

Laurien van der Graaff (Nieuwkoop, 14 oktober 1987) is een Zwitsers-Nederlands langlaufster. Van der Graaff vertegenwoordigde haar tweede thuisland, Zwitserland, op de Olympische Winterspelen 2014 in Sotsji en Olympische Winterspelen 2018 in Pyeongchang.

## Biografie
Van der Graaff heeft een dubbele nationaliteit. Ze werd in 1987 geboren in de Nederlandse plaats Nieuwkoop, maar ze emigreerde op vierjarige leeftijd met haar ouders naar Zwitserland vanwege het werk van haar vader, die leraar is bij een Nederlands astmacentrum. Van der Graaff begon in dat land met het langlaufen, waarna ze logischerwijs ook voor Zwitserland - in plaats van haar geboorteland Nederland waar de sport zeer klein was - uit ging komen op de officiële toernooien.
Op zestienjarige leeftijd deed Van der Graaff voor het eerst mee aan de Continental Cup langlaufen, waar ze een vijftiende plaats behaalde. In 2005 nam ze voor het eerst deel aan de wereldkampioenschappen voor junioren. Een jaar later behaalde ze daar een negentiende plaats. Haar eerste overwinning op een sprintlanglaufwedstrijd behaalde ze in 2008 in Olten.
In maart 2008 maakte Van der Graaff in Lahti haar wereldbekerdebuut. In januari 2010 scoorde de Zwitserse in Rybinsk haar eerste wereldbekerpunten. Op de wereldkampioenschappen langlaufen 2011 in Oslo eindigde ze als veertigste op de sprint. In december 2011 stond Van der Graaff in Düsseldorf verrassend op het podium op het onderdeel sprint. Ze werd daarmee de tweede Zwitserse langlaufster, na Evi Kratzer in 1987, die een medaille op een wereldbekerwedstrijd behaalde. In Val di Fiemme nam ze deel aan de wereldkampioenschappen langlaufen 2013. Op dit toernooi eindigde ze als dertigste op de sprint, op het onderdeel teamsprint eindigde ze samen met Bettina Gruber op de elfde plaats. Ze plaatste zich voor de onderdelen sprint en teamsprint (het laatste onderdeel samen met de langlaufster Bettina Gruber) tijdens de Olympische Winterspelen 2014 in Sotsji. Op de sprint voor de vrouwen kwam ze niet verder dan de kwartfinales, op de teamsprint kwam ze niet in actie.
Op de wereldkampioenschappen langlaufen 2015 in Falun eindigde Van der Graaff als 27e op de sprint, samen met Seraina Boner eindigde ze als zevende op het onderdeel teamsprint. In Lahti nam ze deel aan de wereldkampioenschappen langlaufen 2017. Op dit toernooi eindigde ze als dertigste op het onderdeel sprint. Op het onderdeel teamsprint eindigde ze samen met Nadine Fähndrich op de zevende plaats, samen met Fähndrich, Natalie Von Siebenthal en Seraina Boner eindigde ze als zevende op de estafette. Op 30 december 2017 boekte de Zwitserse in Lenzerheide haar eerste wereldbekerzege. Tijdens de Olympische Winterspelen van 2018 in Pyeongchang eindigde Van der Graaff als tiende op de sprint. Op het onderdeel teamsprint eindigde ze samen met Nadine Fähndrich op de vierde plaats, samen met Nadine Fähndrich, Natalie Von Siebenthal en Lydia Hiernickel eindigde ze als zevende op de estafette.
Op de wereldkampioenschappen langlaufen 2019 in Seefeld eindigde ze als zestiende op de sprint. Op de teamsprint eindigde ze samen met Nadine Fähndrich op de achtste plaats, samen met Nadine Fähndrich, Lydia Hiernickel en Natalie von Siebenthal eindigde ze als tiende op de estafette. In Oberstdorf nam de Zwitserse deel aan de wereldkampioenschappen langlaufen 2021. Op dit toernooi eindigde ze als veertiende op de sprint. Op de teamsprint veroverde ze samen met Nadine Fähndrich de zilveren medaille, samen met Nadine Fähndrich, Lydia Hiernickel en Alina Meier eindigde ze als zevende op de estafette.

## Resultaten

### Olympische Spelen
| Jaar | Plaats      | Resultaten                                                                   |
| ---- | ----------- | ---------------------------------------------------------------------------- |
| 2014 | Sotsji      | 21e Sprint (vrije stijl)                                                     |
| 2018 | Pyeongchang | 10e Sprint (klassieke stijl) 4e Teamsprint (vrije stijl) 7e 4×5 km estafette |

### Wereldkampioenschappen
| Jaar | Plaats        | Resultaten                                                                    |
| ---- | ------------- | ----------------------------------------------------------------------------- |
| 2011 | Oslo          | 40e Sprint (vrije stijl)                                                      |
| 2013 | Val di Fiemme | 30e Sprint (klassieke stijl) 11e Teamsprint (vrije stijl)                     |
| 2015 | Falun         | 27e Sprint (klassieke stijl) 7e Teamsprint (vrije stijl)                      |
| 2017 | Lahti         | 30e Sprint (vrije stijl) 7e Teamsprint (klassieke stijl) 7e 4×5 km estafette  |
| 2019 | Seefeld       | 16e Sprint (vrije stijl) 8e Teamsprint (klassieke stijl) 10e 4×5 km estafette |
| 2021 | Oberstdorf    | 14 Sprint (klassieke stijl) · Teamsprint (vrije stijl) · 7e 4×5 km estafette  |

### Wereldbeker
| Legenda | Legenda            |
| ------- | ------------------ |
| TdS     | Tour de Ski        |
| NO      | Nordic Opening     |
| LT      | Lillehammer Triple |
| RT      | Ruka Triple        |
| WBF     | Wereldbekerfinale  |
| STC     | Ski Tour Canada    |
| ST      | Ski Tour           |

Eindklasseringen
| Seizoen   | Algm | DI  | SP  | TdS |
| --------- | ---- | --- | --- | --- |
| 2009/2010 | 121e | –   | 86e | –   |
| 2010/2011 | 82e  | –   | 56e | –   |
| 2011/2012 | 36e  | –   | 14e | –   |
| 2012/2013 | 47e  | –   | 19e | DNF |
| 2013/2014 | 24e  | –   | 7e  | DNF |
| 2014/2015 | 38e  | –   | 10e | DNF |
| 2015/2016 | 40e  | –   | 21e | DNF |
| 2016/2017 | 34e  | 60e | 14e | DNF |
| 2017/2018 | 21e  | 71e | 5e  | DNF |
| 2018/2019 | 51e  | 73e | 25e | DNF |
| 2019/2020 | 31e  | 62e | 13e | 25e |
| 2020/2021 | 34e  | 91e | 11e | 35e |

Wereldbekerzeges
| Nr. | Datum            | Plaats      | Onderdeel                |
| --- | ---------------- | ----------- | ------------------------ |
| 1.  | 30 december 2017 | Lenzerheide | Sprint (vrije stijl) TdS |
| 2.  | 27 januari 2018  | Seefeld     | Sprint (vrije stijl)     |

## Trivia
- Van der Graaff is afgestudeerd in de sportwetenschappen. Ze woont in het Zwitserse Davos.